# Kostel Panny Marie (Klášterec nad Ohří)
Poutní rokokový hřbitovní kostel Panny Marie v Klášterci nad Ohří zasvěcený Navštívení Panny Marie bývá uváděn s různými specifikacemi: Panny Marie Utěšitelky, Panny Marie Ochranitelky, Filiální kostel Panny Marie nebo Hřbitovní (poutní) kostel P. Marie. Nachází se v severozápadní části města. Kostel je známý jako místo uctívání dřevěné gotické sochy Panny Marie z období let 1480–1490 a milostného obrazu Panny Marie z roku 1765.

## Architektura

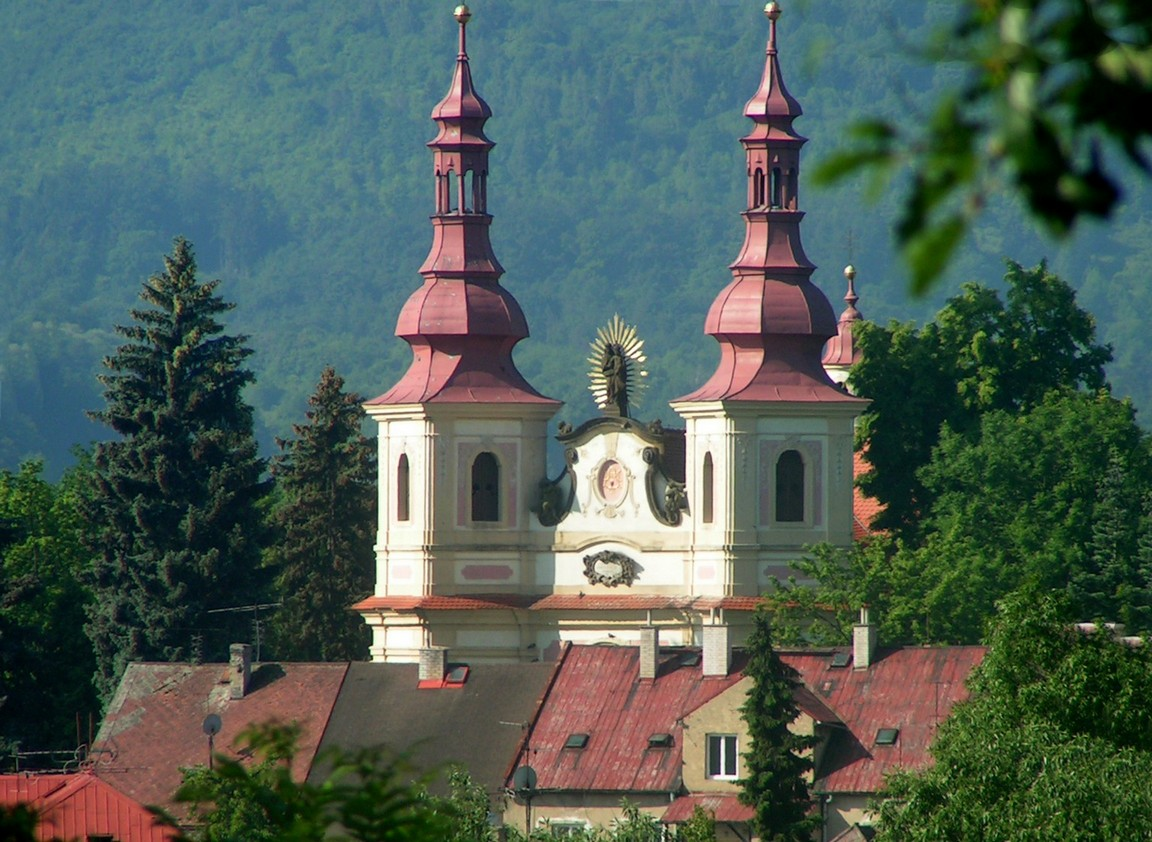
Věže kostela Panny Marie v Klášterci nad Ohří

Stojí na místě původní staré hřbitovní kaple z období kolem roku 1500. Byl postaven v letech 1743–1760 a je dílem Jana Kryštofa Kosche. Vzorem byl Koschovi kostel Jana Nepomuckého na Novém Městě v Praze. Věže kostela přibyly ke stavbě až později, a to v roce 1831. Kostel je orientovaný od jihu k severu. Má eliptický presbytář a kruchtu na hlavní ose. V příčné ose se nacházejí dvě pravoúhlé boční kaple. Kostel má dvě průčelní na koso stavěné hranolové věže a dvě sakristie na úhlopříčkách. Věže jsou jednopatrové, členěné pilastry a nikami. Kryté jsou cibulovými báněmi z roku 1831. Hlavní portál je s bohatě plastickou výzdobou. Loď, presbytář a kruchta mají plackovou klenbu na nakupených pilastrech. Boční kaple mají valenou klenbu. V kostele jsou nástropní fresky z roku 1789. Dominantou kostela je pozoruhodná nástropní freska s názvem Tajemství sv. Růžence, jejímž autorem byl malíř Josef Hager. Fresky v lodi na kruchtě zobrazují Zázraky Panny Marie, Narození Panny Marie. V presbytáři pak je ve fresce iluzívní architektura a v celém prostoru postavy čtyř církevních Otců a evangelistů.

### Vybavení

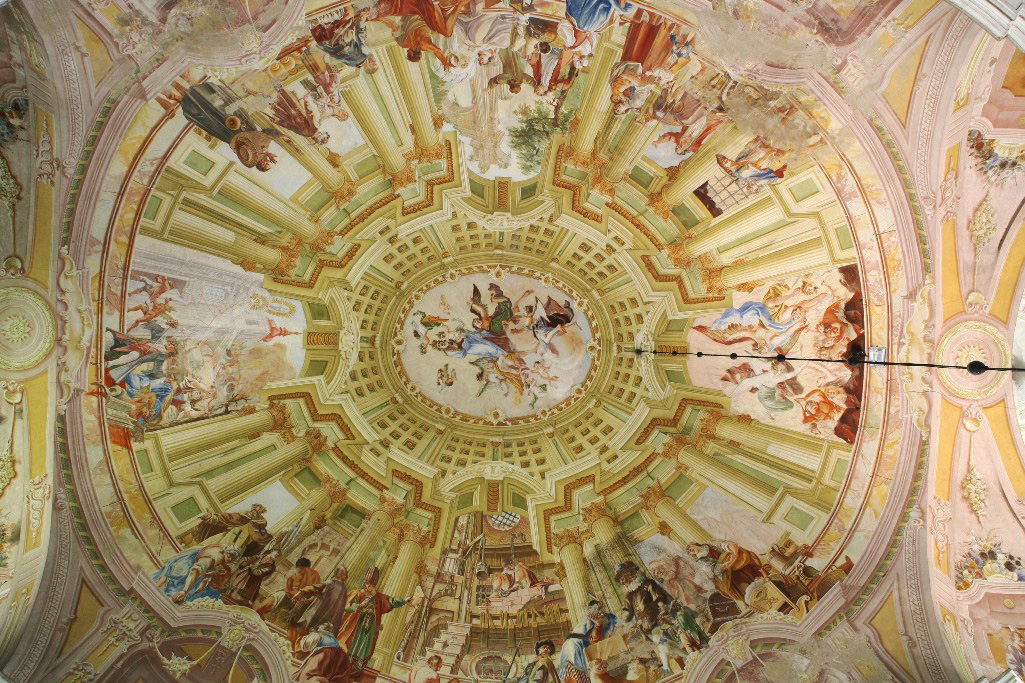
Stropní malba v kostele Panny Marie

Zařízení kostela pochází z období výstavby kostela. Jedním z hlavních prvků vybavení kostela je socha Panny Marie, která se nachází v prostoru kněžiště. Dalším velmi cenným exponátem je dřevěná soška Panny Marie z 15. století, která je zavěšená nad hlavním oltářem v prosklené skříni. Hlavní oltář a dva boční oltáře v kaplí jsou z roku 1823 od O. Fredricha z Chomutova. Mají sloupovou a pilastrovou architekturu al fresco. Na bočních oltářích jsou původní sochy sv. Barbory a sv. Vincence, které doplňují, oproti sochám světců méně umělecky zdařilé, sochy andělů. Boční oltář sv. Anny je rokokový a panelový. Plastiky na něm od K. Waitzmanna pocházejí z období kolem roku 1760. Obraz sv. Otýlie pochází z 2. poloviny 18. století. Lavice jsou barokní, řezaného z období kolem roku 1700.

## Mariánská zbožnost v kapliPanny Marie Utěšitelky
Výstavbě kostela předcházelo uctívání sošky Panny Marie, které byly připisovány zázračné schopnosti. Dřevěná gotická socha P. Marie byla původně ve farním chrámu Nejsvětější Trojice. Tuto sochu koupil kolem roku 1650 (1652) zdejší farář Daniel Heiden spolu s obrazem P. Marie za 30 říšských tolarů od kláštera sv. Tomáše na Malé Straně v Praze. Brzy po přenesení sošky do Klášterce začali farní kostel navštěvovat zejména lidé trpící očními chorobami a mnozí zde našli nejen útěchu, ale i uzdravení. Papež Klement IX. (1667–1669) navíc vydal celou řadu odpustků, zvláště pak na den svátku Navštívení Panny Marie. Když byl tento farní kostel v letech 1665–1670 stržen a na jeho místě postaven nynější barokní chrám (dle plánů C. Luraga), byla milostná socha dočasně umístěna v Mikulovicích v postranním oltáři tamního kostela sv. Mikuláše. I zde se projevovalo její blahodárné působení. Přenesení sošky do Mikulovic nesli klášterečtí farníci s velkou nelibostí a domáhali se vrácení sošky do Klášterce. V té době trpěl hospodářský hejtman panství Johann Egermann očním neduhem a pro své uzdravení se rozhodl podniknout pouť do Mikulovic. Během mše mu připadalo, že se soška pohnula směrem ke Klášterci. Po mši pak bylo skutečně zjištěno, že je soška ze svého místa posunuta. Poté se věřícím podařilo získat souhlas církevní i světské vrchnosti a slavnostním procesím přenést sošku do tehdejší hřbitovní kaple v Klášterci, kde pro ni dal J. Egermann předem zhotovit oltář. Slavnostním procesím sem byla přenesena soška Panny Marie na své místo na novém oltáři. Slavnosti se zúčastnilo několik tisíc lidí. To se stalo roku 1683. Uctívání sošky Panny Marie stále rostlo a z klášterecké hřbitovní kaple se stalo stále více vyhledávané poutní místo. To s sebou přinášelo i peníze z darů a obětí poutníků. V roce 1712 bylo rozhodnuto starou hřbitovní kapli zbořit a na jejím místě postavit velký kostel. Vybraných peněz ale zatím nebylo tolik, a tak byly použity na důkladnou opravu hřbitovní kaple. Opravená kaple byla 15. srpna 1714 znovu vysvěcena. Roku 1725 byla přistavěna věž. Uskutečnila se také první sbírka na nový kostel. Kaple v letech 1764–1765 dostala čestný název Panny Marie Utěšitelky. V této době přistupovalo v Klášterci v oktávu tohoto svátku na 14 000 věřících ke svátostem. Kaple byla obnovena v roce 1825.

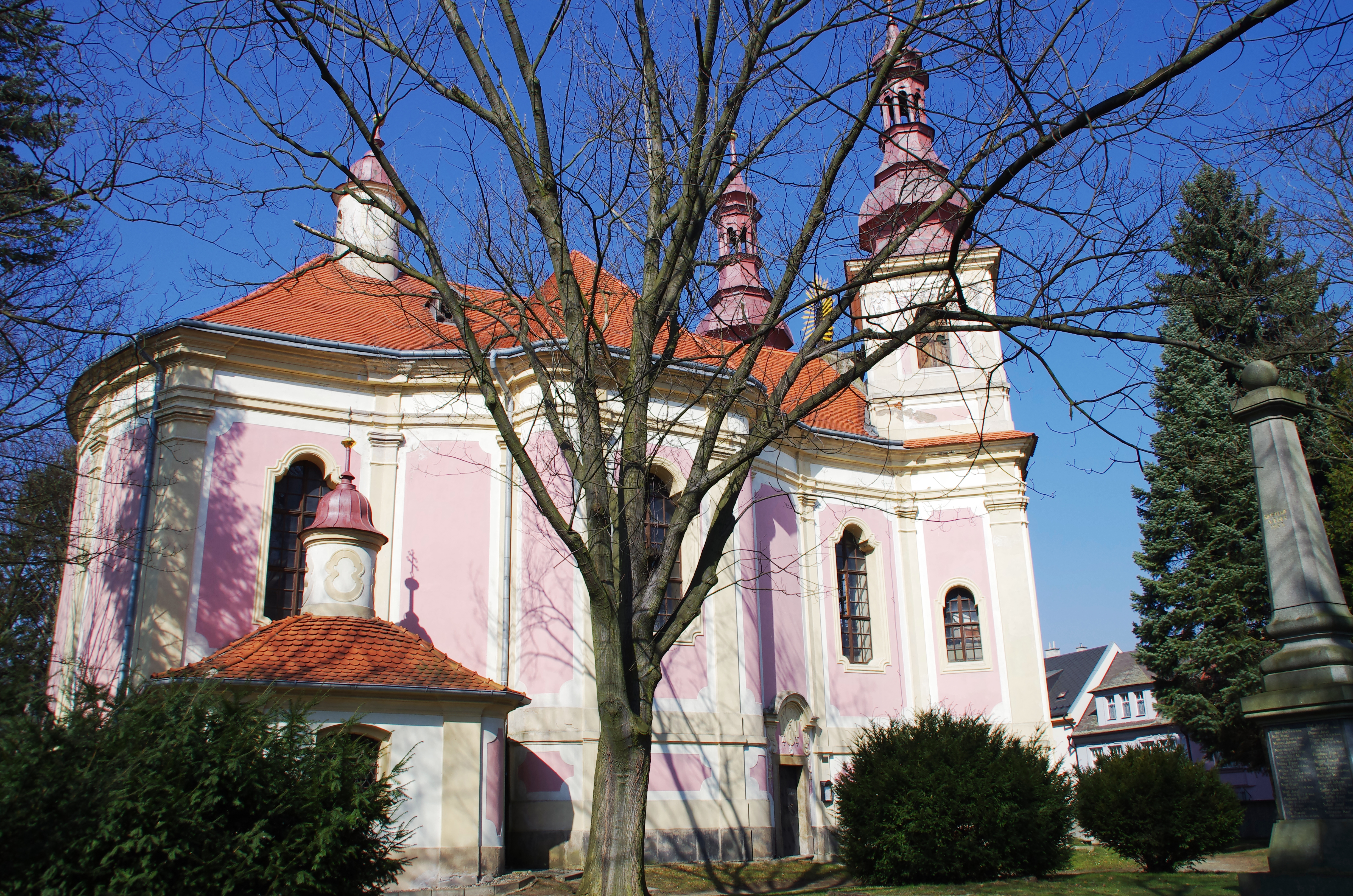
Kostel Panny Marie s rokokovou kaplí

## Současnost
Kostel Panny Marie Navštívení Panny Marie (Utěšitelky) je opravený a slouží veřejnosti, mše se zde konají vždy ve středu, čtvrtek a pátek od 17.00 hodin.
Kostel v Mikulovicích stále stojí, ale v souvislosti s plánovanou výstavbou popílkoviště byla obec Mikulovice zbourána.
V Klášterci nad Ohří jsou udržovány i další sakrální památky: kostel Nejsvětější Trojice, sloup Nejsvětější Trojice, přemístěný mariánský sloup z Mikulovic, mariánský sloup z Přísečnice, Sedmero Mariiných bolestí (zámecký park), několik soch sv. Jana Nepomuckého a další. Podrobná mapa s jejich přehledem je k dispozici v turistickém informačním centru města.